# Saison 8 de Seinfeld
Chronologie
Saison 7 Saison 9
La huitième saison de Seinfeld, une sitcom américaine, est diffusée pour la première fois aux États-Unis par NBC entre le 19 septembre 1996 et le 15 mai 1997.